# Leszek Wodzyński
Leszek Wodzyński (16. února 1946, Varšava - 18. září 1999, Varšava) byl polský atlet, který se věnoval krátkým překážkovým běhům.
V roce 1971 na mistrovství Evropy v Helsinkách doběhl ve finále běhu na 110 metrů překážek na pátém místě. O rok později reprezentoval na letních olympijských hrách v Mnichově, kde skončil ve finále šestý v čase 13,72. Na sedmém místě zde doběhl Lubomír Nádeníček a osmý Petr Čech.
V roce 1974 skončil na halovém ME v Göteborgu na čtvrtém místě. Na třetího Franka Siebecka z NDR ztratil v cíli 19 setin sekundy. V témž roce vybojoval na mistrovství Evropy v Římě bronzovou medaili. Jeho mladší bratr Mirosław zde získal stříbro, když byl o čtyři setiny rychlejší. V roce 1975 se stal v polských Katovicích halovým mistrem Evropy v běhu na 60 metrů překážek.